# Dyasia viviana
Dyasia viviana är en fjärilsart som beskrevs av William Schaus 1906. Dyasia viviana ingår i släktet Dyasia och familjen tandspinnare. Inga underarter finns listade i Catalogue of Life.